# Podolí II
Podolí II je malá vesnice, část obce Předotice v okrese Písek v Jihočeském kraji. Nachází se asi jeden kilometr severozápadně od Předotic. Je zde evidováno 24 adres. V roce 2011 zde trvale žilo 34 obyvatel.
Podolí II je také název katastrálního území o rozloze 2,91 km². V katastrálním území Podolí II leží i Vadkovice.

## Historie
První písemná zmínka o vesnici pochází z roku 1379.

## Obyvatelstvo
| Rok            | 1869 | 1880 | 1890 | 1900 | 1910 | 1921 | 1930 | 1950 | 1961 | 1970 | 1980 | 1991 | 2001 | 2011 | 2021 |
| -------------- | ---- | ---- | ---- | ---- | ---- | ---- | ---- | ---- | ---- | ---- | ---- | ---- | ---- | ---- | ---- |
| Počet obyvatel | 150  | 148  | 152  | 141  | 130  | 120  | 118  | 99   | 71   | 54   | 36   | 25   | 21   | 34   | 39   |
| Počet domů     | 20   | 21   | 22   | 22   | 22   | 23   | 23   | 25   | 19   | 20   | 16   | 12   | 23   | 24   | 24   |

## Obecní správa
Při sčítání lidu v letech 1850–1929 Podolí II bylo osadou obce Radobytce v okrese Písek. V letech 1930–1987 bylo samostatnou obcí v okrese Písek. Od 1. ledna 1988 do 28. února 1990 bylo částí obce Čížová v okrese Písek. Od 1. března 1990 je částí obce Předotice v okrese Písek. V letech 1930–1987 k obci patřily Vadkovice a v letech 1963–1987 také Kožlí u Čížové, Křešice, Malčice, Předotice, Soběšice, Šamonice a Třebkov.

## Pamětihodnosti
- Návesní kaple je zasvěcena svatému Josefovi.[10]
- Kamenný kříž u komunikace do vesnice má na svém kamenném podstavci dataci 1907. V ramenech a svislé části kříže jsou patrné otvory pro upevnění těla Krista.
- Další kamenný kříž se nalézá nedaleko u kruhového objezdu do vesnice. Horní svislá část kříže byla poškozená při stavbě dálnice D4 a následně opravena.

## Galerie

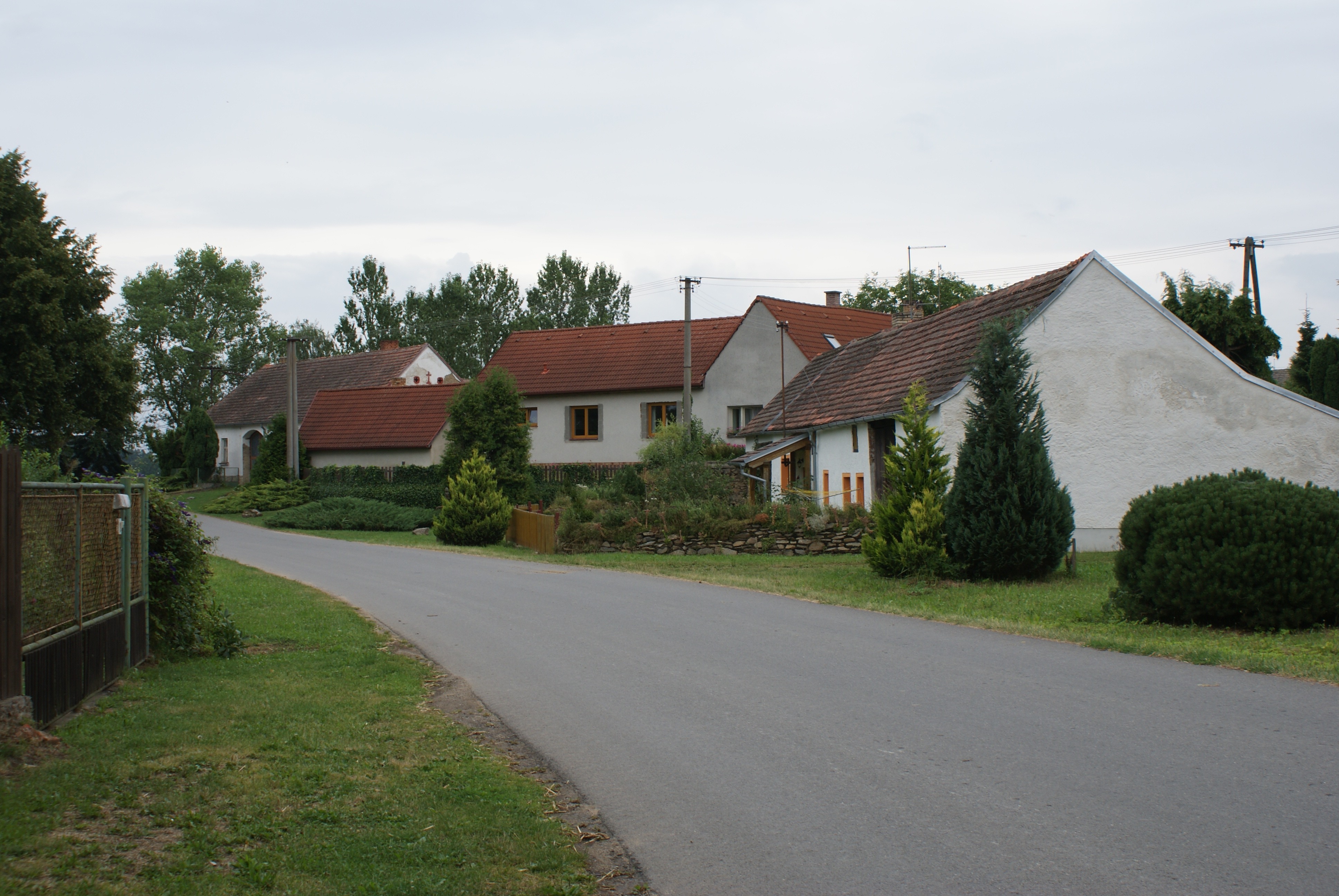
Pohled na část vesnice
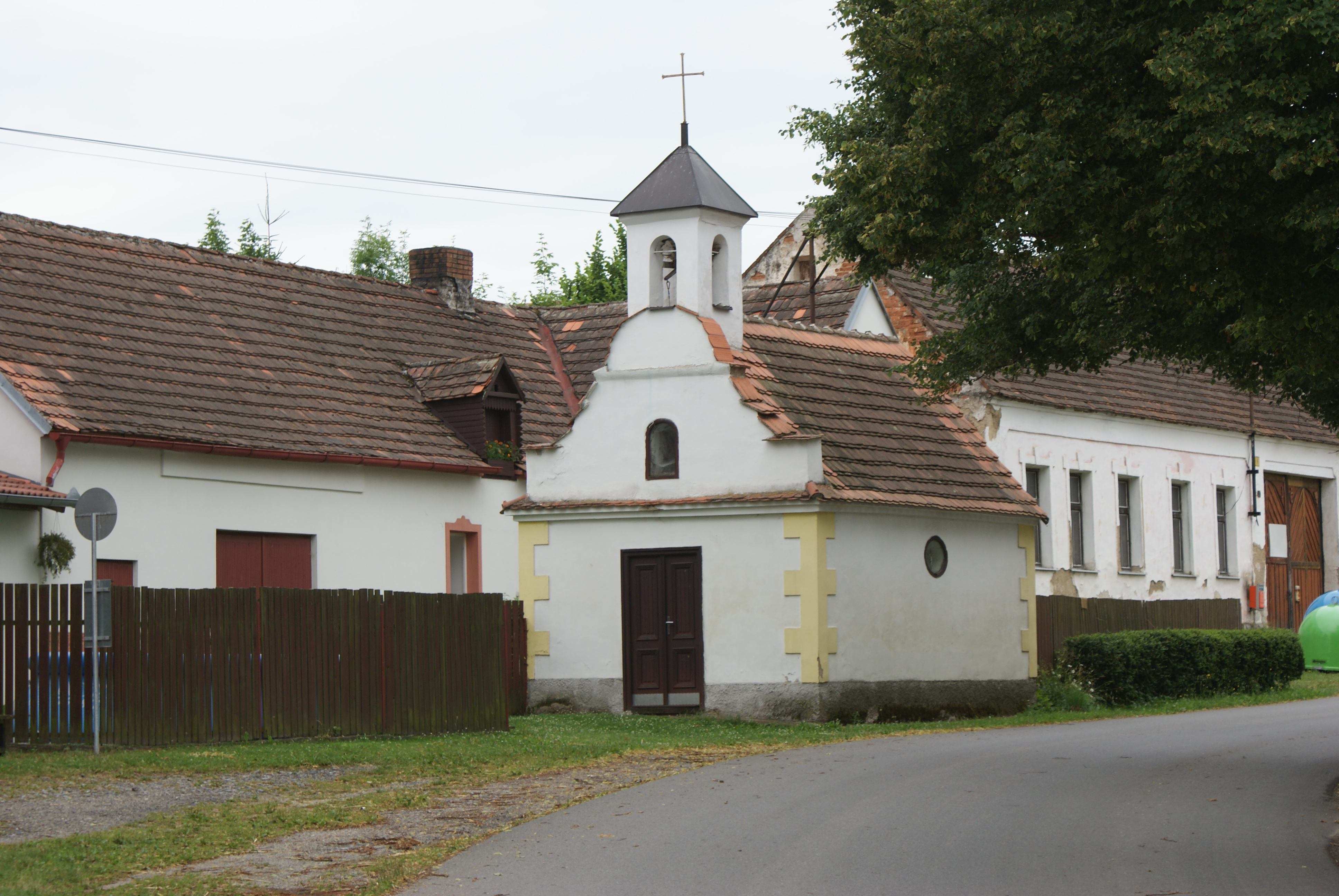
Návesní kaple svatého Josefa
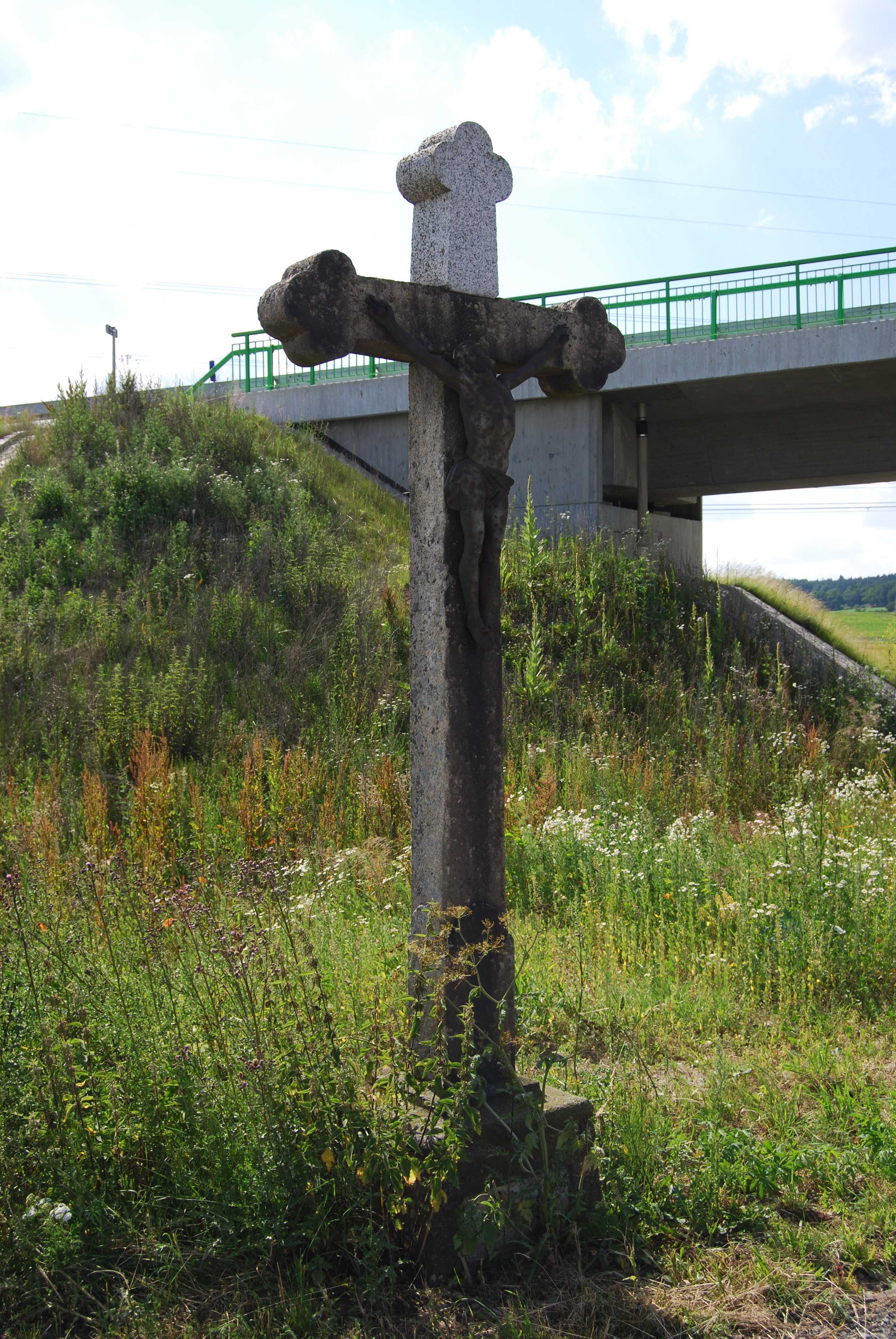
Kříž u kruhového objezdu
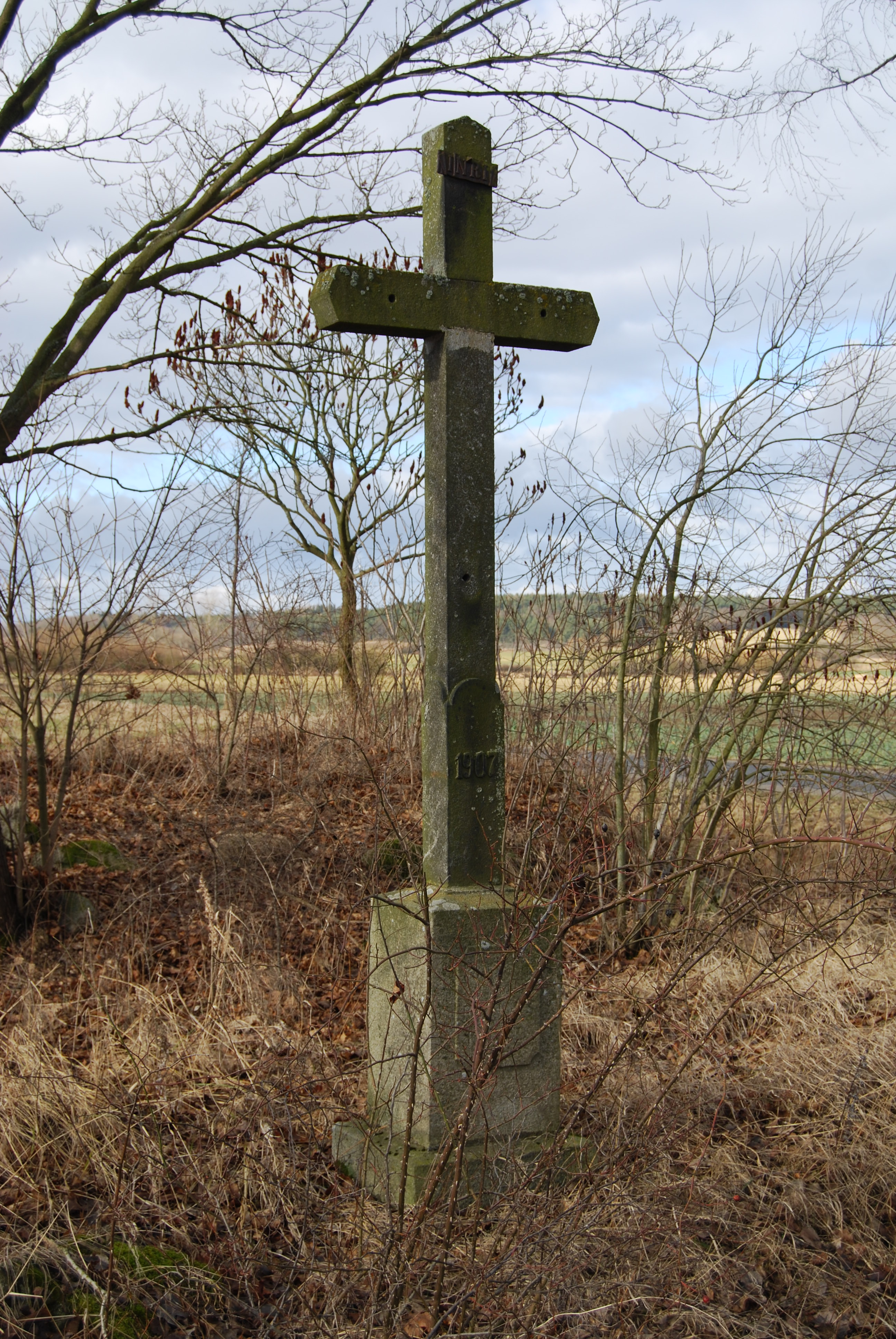
Kříž u vesnice